# Хэмилтон, Тайлер
Тайлер Хэмилтон (англ. Tyler Hamilton; род. 1 марта 1971, Марблхед, Массачусетс) — американский шоссейный велогонщик, лишённый звания олимпийского чемпиона 2004 года в индивидуальной гонке на шоссе.

## Карьера
Родился 1 марта 1971 года в штате Массачусетс, который считается интеллектуальным центром США. Этот фактор отразился и на Хэмилтоне — он окончил престижную частную школу Холдернесс и в 1990 году поступил в Колорадский университет в Боулдере. Спортом № 1 для Тайлера были горные лыжи, но серьёзная травма позвоночника поставила крест на занятиях этим видом. Для восстановления здоровья Хэмилтон занялся велоспортом и быстро преуспел в этом: спустя год он выиграл Чемпионат Национальной ассоциации студенческого спорта и был вызван в национальную сборную. Ради велоспорта американцу пришлось бросить учёбу за полгода до получения диплома бакалавра экономики.
В 1994 году Хэмилтона пригласили в качестве стажёра к команду Coors Light. А в 1995 году велогонщик подписал свой первый профессиональный контракт с американской командой Montgomery-Bell, которая с 1996 года сменила название на U.S. Postal Service. Спустя год состоялся дебют Хэмилтона на Тур де Франс и хотя он завершил гонку на 69 месте в общем зачете, но хорошо зарекомендовал себя в индивидуальной гонке на время, где он уступил только победителю Большой Петли-1997 — немцу Яну Ульриху.
1999 год стал богатым на события для молодого гонщика. Лидер команды U.S. Postal Service Лэнс Армстронг впервые в своей карьере выиграл Тур де Франс и Тайлер был одним из главных помощников техасца по дистанции французской супермногодневки. Сам же он финишировал на Большой Петле на 13 месте. А после пришла и первые личные победы — Хэмилтон выиграл 4 этап и общий зачёт Тура Дании.
В 2000 году американец выиграл престижную велогонку Критериум Дофине Либере — генеральную репетицию Тур де Франс, а на Большой Петле всецело помогал товарищу по команде Лэнсу Армстронгу одержать вторую победу в самой престижной велосипедной гонке в мире. Поняв, что полностью раскрыться и стать лидером команды здесь ему не удастся Хэмилтон перед сезоном 2002 года подписал контракт с датской командой CSC-Tiscali, руководителем которой являлся чемпион Тур де Франс-1996 Бьярне Риис.
В 2002 году спортсмен первые вышел на старт Джиро д’Италия. Но на 5 этапе Хэмилтон упал и сломал ключицу. Однако это не помешало ему продолжить гонку и выиграть 14 этап — 30-километровую разделку. А на последней гонке с раздельным стартом он занял четвёртое место, за счёт чего обошёл в общем зачёте итальянской супермногодневки Пьетро Кауккьелли. На Тур де Франс того года он занял 15 место.
В 2003 году все силы были подчинены хорошему выступлению на Тур де Франс. Сезон для Тайлера начался просто великолепно: второе место в генеральной классификации Тура Страны Басков, победа на старейшей арденской классике — Льеж-Бастонь-Льеж, виктория в общем зачёте Тура Романдии. В прологе юбилейного столетнего Тур де Франс Тайлер обошёл самого Лэнса Армстронга, но на 1 этапе во время финишной разборки упал и снова сломал ключицу, но снова не сошёл с гонки. А на 16 этапе предпринял сольную атаку в предпоследний подъём и выиграл в блестящем стиле. А на финальной гонке на время Хэмилтон показал весь свой талант раздельщика, что позволило ему финишировать на 4 месте в генеральной классификации Большой Петли.
В 2004 году спортсмен перешёл в швейцарскую команду Phonak, где ему отводилась роль единоличного лидера на Гранд-Туры. Тайлер снова великолепно зарекомендовал себя перед Тур де Франс-2004: выиграл во второй раз в карьере Тур Романдии и стал вторым в общем зачёте Дофине Либере. Перед стартом Большой Петли он считался одним из главных соперников Лэнса Армстронга в борьбе за жёлтую майку. Но снова упал, получил травму и на сей раз снялся с соревнований. Месяц спустя, 18 августа 2004 года Тайлер Хэмилтон принял участие в индивидуальной гонке на время на Олимпийских играх в Афинах. Он показал лучшее время, опередил Вячеслава Екимова и Бобби Джулича и стал олимпийским чемпионом. После Олимпиады Тайлер отправился на Вуэльту и выиграл на испанской супермногодневке 8 этап — индивидуальную гонку на время и выполнив миссию сошёл с гонки. А 16 сентября 2004 года Международный союз велосипедистов открыто обвинил спортсмена в использовании гемотрансфузии — запрещённого метода переливания крови. Тайлер получил 2 года дисквалификации.
В 2006 году фамилия спортсмена фигурировала в документах дела Операции Пуэрто, но причастность американца не удалось доказать. В 2008 году он вернулся к гонкам с командой Rock Racing и выиграл генеральную классификацию Тура озера Цинхай, а также победил на Чемпионате США в групповой гонке. Но в апреле 2009 он снова сдал положительный допинг-тест и объявил о своем желании окончательно завершить профессиональную карьеру велогонщика.

## После завершения спортивной карьеры
В мае 2011 года в TV-программе «60 минут» Тайлер Хэмилтон признался, что принимал допинг во время своей карьеры велогонщика. Также он добровольно сдал золотую медаль Олимпийских игр 2004 года. В августе 2012 года МОК официально лишил американца титула олимпийского чемпиона. А в сентябре 2012 года издательство Bantam Books опубликовало автобиографию Тайлера Хэмилтона под названием «The Secret Race: Inside the Hidden World of the Tour de France: Doping, Cover-ups, and Winning at All Costs». В книге спортсмен подробно описывает допинговую практику в своих командах.

## Результаты на супермногодневках
Тайлер Хэмилтон восемь раз принимал участия в Тур де Франс (лучшее место — четвёртое), один раз в Джиро д’Италии (лучшее место — второе) и два раза стартовал на Вуэльте Испании, но ни разу не смог завершить эту гонку.
| Гранд-Тур      | 1997 | 1998 | 1999 | 2000 | 2001 | 2002 | 2003 | 2004 |
| -------------- | ---- | ---- | ---- | ---- | ---- | ---- | ---- | ---- |
| Джиро д'Италия | -    | -    | -    | -    | -    | 2    | -    | -    |
| Тур де Франс   | 69   | 51   | 13   | 25   | 94   | 15   | 4    | WD   |
| Вуэльта        | -    | -    | DNF  | -    | -    | -    | -    | WD   |